# Апофегей (повесть)
Апофеге́й — повесть Юрия Полякова (1989).

## Происхождение названия
Главная героиня скрестила слова «апофеоз» и «апогей»...

## Сюжет
Повесть рассказывает о жизни и карьерном росте молодого учёного-историка в период застоя, когда для продвижения в жизни необходим был конформизм и умение чувствовать идеологию власти. Герой сталкивается с множеством моральных вопросов и платит высокую цену за свой успех.

## Критика
...небольшая ироничная повесть, которая смешно и поучительно рассказывала о любви двух молодых учёных и в духе эпохи зло высмеивала КПСС, на поверку оказалась настоящей масштабной эпопеей. Эпопеей о смене элит и поколений во властных структурах, о том, как уходили со своих постов старые партийные деятели, помнившие еще Сталина и Хрущева, и на кого они оставляли страну. «Апофегей» позволяет понять, откуда есть пошла нынешняя власть — именно Чистяков, его коллега по райкому Убивец-Иванушкин и им подобные спустя несколько лет после описанных в повестях Полякова событий молча согласились на распад СССР, за что были оставлены фактически в прежних должностях и при прежнем влиянии.

## Экранизация
В 2013 году на экраны вышел телевизионный многосерийный художественный фильм «Апофегей» в четырёх частях режиссёра Станислава Митина.

### Награды
- 2013 — гран-при на XIV международном телекинофоруме «Вместе», Ялта[3].
- 2013 — Информационный показ на VI всероссийском кинофестивале актеров-режиссёров «Золотой Феникс», Смоленск[4].